# SSV Glött
Die SSV Glött ist ein Sportverein aus der schwäbischen Gemeinde Glött. Der Verein wurde ursprünglich als Fußballverein gegründet. Heute verfügt er über weitere Abteilungen für Tennis, Darts und Gymnastik.
Die Fußballer der 1. Herrenmannschaft spielen aktuell in der Bezirksliga Schwaben Nord, während die 2. Mannschaft den Verein in der A-Klasse West 2 vertritt. Die Damen der SG Glött/Aislingen spielen in der Bezirksliga Nord.

## Geschichte
Der Verein spielte ab Ende der 1970er Jahre nahezu kontinuierlich in den Ligen auf schwäbischer Bezirksebene. 1980 stieg der Verein ein einziges Mal in die Landesliga Bayern auf, nach einer Saison aber wieder ab.
Größter sportlicher Erfolg war 1978 als Schwäbischer Pokalsieger die Qualifikation für den DFB-Pokal. In der 1. Hauptrunde unterlag man dem Bundesligisten FC Bayern München mit 0:5. Das Spiel wurde in Gundelfingen an der Donau ausgetragen.

## Erfolge
- Qualifikation für den DFB-Pokal: 1978
- Aufstieg in die Landesliga Bayern Süd: 1980